# Traktat z Shimonoseki
Traktat z Shimonoseki – traktat pokojowy między Cesarstwem Chińskim a Japońskim, kończący pierwszą wojnę chińsko-japońską, podpisany w Shimonoseki 17 kwietnia 1895.

## Negocjacje i traktat

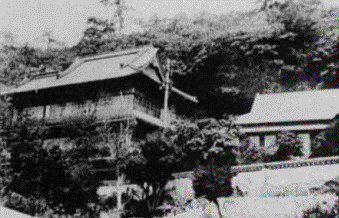
Hala Shunpanrō, miejsce podpisania traktatu

Wobec klęski w wojnie z Japonią i wobec możliwego zagrożenia stolicy, Chiny zdecydowały się poprosić o pokój. Li przybył do Japonii 19 marca; bezskutecznie namawiał Japończyków do stworzenia wspólnego frontu przeciwko "białym ludziom"; sugerował też, że kraje zachodnie mogą interweniować, jeśli uznają nadmierny wzrost japońskiej siły za zagrożenie. Zwycięska Japonia, która w dniu przybycia chińskiej delegacji zajęła Peskadory zagroziła marszem wojsk z Korei na północne Chiny i Pekin. Żądania Tokio zostały nieco zmniejszone dla załagodzenia ogromnego skandalu, wywołanego atakiem japońskiego fanatyka na Li Hongzhanga, głównego przedstawiciela Chin (został postrzelony i ranny).
Ostatecznie traktat został podpisany 17 kwietnia, ze strony chińskiej przez Li Hongzhanga, z japońskiej przez Hirobumi Itō i Munemitsu Mutsu.
Najważniejsze postanowienia:
- Artykuł 1
  - Chiny uznają pełną niepodległość i autonomię Korei, faktyczną i formalną.
  - Wyrzekają się zwierzchności nad nią.
  - Związane z nią zobowiązanie trybutarne zostają uznane za nieważne i nie będą wznawiane.
- Artykuły 2 i 3
  - Chiny przekazują Japonii następujące terytoria:
    - południową część prowincji Fengtian (półwysep Liaotung) wraz ze wszystkimi instalacjami i fortyfikacjami (co oznaczało przede wszystkim świeżo zbudowaną bazę morską w Port Arturze)
    - Tajwan i przynależne doń wyspy
    - Archipelag Peskadorów
- Artykuł 4
  - Chiny wypłacą Japonii reparacje wojenne w wysokości 200 000 000 taeli srebra (kuping liang – tael skarbowy – miał 37,3 g, co dawało 7450 ton srebra)
- Artykuł 6
  - Chiny otworzą dla handlu japońskiego następujące porty:
    - Shashi (obecnie część Jingzhou, w prowincji Hubei)
    - Chongqing, w prowincji Syczuan
    - Suzhou, w prowincji Jiangsu
    - Hangzhou, w prowincji Zhejiang

  - oraz otworzą drogi żeglugowe (Jangcy i Wielki Kanał) do tych portów
  - i przyznają Japonii status najwyższego uprzywilejowania.

Wykonanie postanowień, w szczególności zaś wypłatę kontrybucji, zabezpieczać miała okupacja bazy morskiej Weihaiwei i przyległych terytoriów.

## Reakcje na traktat
Wielka Brytania przyjęła traktat z zadowoleniem, w szczególności otwarcie Chongqingu i Jangcy, ponieważ (zgodnie z wcześniej uzyskaną klauzulą najwyższego uprzywilejowania) rozszerzało to także jej przywileje handlowe na terenie, który uważała za swoją sferę wpływów. Podobnie zareagowali Amerykanie.
Na traktat szybko zareagowała Rosja, zaniepokojona obecnością japońską w "rosyjskiej strefie wpływów" w Mandżurii. Nakłoniła rządy Francji i Niemiec do wspólnej interwencji dyplomatycznej (23 kwietnia 1895). Mocarstwa skłoniły Japonię do wycofania się z aneksji Liaodongu w zamian za dodatkowe 30 mln taeli srebra (ponad 1000 ton). Rząd japoński, nie będąc się w stanie militarnie przeciwstawić potęgom europejskim, a nie mogąc liczyć na wsparcie Wlk. Brytanii i USA, zgodził się na te warunki, sformalizowane w Konwencji Liaotuńskiej (podpisanej 8 listopada 1895).
Łatwe zwycięstwo rozbudziło ogromne oczekiwania japońskiej opinii publicznej, która początkowe warunki traktatu przyjęła z zadowoleniem, ale interwencję państw zachodnich uznała za upokorzenie. Jej gniew skierował się głównie przeciw własnemu rządowi, ale też przeciw Europejczykom, w szczególności Rosji. Późniejsze poparcie dla konfliktu z Rosją było w znacznej mierze spowodowane interwencją z 1895 r. W stosunku do Chin reakcje były mieszane: z jednej strony poczucie triumfu i "własnej siły", z drugiej niepewność co do realnej siły Chin i przyszłości stosunków; w szczególności istotna była kwestia licznych chińskich imigrantów w Japonii.
W Chinach poczucie klęski było tym większe, że nie tylko zadało ją państwo teoretycznie słabsze, lecz także od wieków postrzegane jako (formalny) wasal, który winien być lojalny wobec Chin. Chińscy reformatorzy, dotąd nastawieni bardzo pozytywnie do Japonii i dający ją jako godny naśladowania wzór udanych reform, byli zdruzgotani postawą swojego "idola". Od wojny chińsko-japońskiej datuje się silny antyjaponizm w chińskich mediach.

## Skutki

### Japonia
Egzekwując postanowienia, Japończycy w maju 1895 wylądowali na Tajwanie. W proteście, lokalni urzędnicy proklamowali Republikę Tajwanu; lokalne oddziały stawiały zacięty, choć bezskuteczny opór aż do października. Japończycy przekształcili Tajwan w swoją modelową kolonię, inwestując w rozwój wyspy znaczną część chińskich kontrybucji.
Traktat udowodnił sukces japońskich reform Meiji. Japonia stała się liczącym się graczem w regionie, choć (jak wykazała interwencja w sprawie Liaodongu) jeszcze nie mocarstwem – ale mającym wielką przyszłość przed sobą. Japońskie elity polityczne, obserwując politykę zachodnich imperiów nieliczącą się z nikim słabszym, zdecydowały o konieczności budowy potęgi militarnej, jako jedynej drogi do odgrywania ważnej roli politycznej oraz o konieczności zawarcia sojuszy z zachodnimi potęgami, najchętniej z Wlk. Brytanią.
Zajęcie Liaodongu przez Rosję doprowadziło do bezpośredniego konfliktu interesów, jako że Japonia postrzegała południową Mandżurię jako obszar swoich wpływów. Konflikt ten znalazł swą kulminację w wojnie rosyjsko-japońskiej. Kontynuacją ekspansywnej polityki japońskiej było zajęcie Mandżurii i ostatecznie druga wojna chińsko-japońska
Traktat dał Japonii wolną rękę w Korei: chińskiemu uznaniu pełnej niepodległości Korei nie towarzyszyła identyczna deklaracja Japonii; w rzeczywistości Japończycy przekształcili Koreę w swój protektorat, a w 1910 dokonali jej pełnej aneksji.

### Chiny
Wojna i traktat ponownie wykazały słabość Chin porażkę częściowych reform ruchu samoumocnienia. Cesarstwo utraciło terytoria nie tylko na rzecz Japonii, ale i Rosji, która wymusiła przekazanie jej w dzierżawę terenów opuszczonych przez Japonię na mocy Konwencji Liaotuńskiej. Rosjanie natychmiast przystąpili do rozbudowy i fortyfikowania Port Artura i budowy Kolei Transmandżurskiej, południowej nitki kolei Transsyberyjskiej. Dla Rosji Port Artur był kluczowy jako niezamarzająca baza marynarki wojennej na Dalekim Wschodzie.
Widząc słabość Chin, które nie były w stanie zapobiec de facto aneksji Liaodongu, Niemcy, Francja i Wlk. Brytania także zajęły fragmenty wybrzeży chińskich, wymuszając stosowne dzierżawy. Stało się to pośrednim powodem powstania bokserów i dalszych klęsk chińskich.
Natychmiast po ogłoszeniu postanowień traktatu, podniosły się głosy, domagające się reform. W 1889 cesarz Guangxu z grupą reformatorów podjął próbę znaną jako sto dni reform, która wszakże skończyła się kompletnym fiaskiem, ze względu na opór konserwatystów, zwłaszcza Cixi.

## Anulowanie postanowień
Japonia zrzekła się terytoriów nabytych w ramach traktatu z Shimonoseki podpisując kończący II w. św. traktat z San Francisco, nie określając jednak do kogo mają wrócić.
Republika Chińska w chwili wybuchu wojny w 1937 uznała wszystkie dotychczasowe traktaty za niewiążące, co zostało później potwierdzone Traktatem z Tajpej (także ten traktat nie zawiera klauzuli przekazania terytorium). Tajwan i Peskadory, przejęte od Japonii przez Republikę Chińską 25 października 1945 pozostają w jej władaniu po dziś dzień, a anulowanie Traktatu z Shimonoseki powoduje, że są jej legalną własnością (jako sukcesora Cesarstwa Chińskiego).
Chińska Republika Ludowa nie uznaje traktatu z Shimonoseki, uważając go za nierównoprawny, twierdząc w efekcie, że Tajwan nigdy legalnie nie został oddzielony od Chin i dlatego jest częścią terytorium ChRL (jako sukcesora zarówno Cesarstwa jak i Republiki Chińskiej).